# Bélesta (Pyrénées-Orientales)
Bélesta (okzitanisch Belhestar) ist eine Gemeinde mit 241 Einwohnern (Stand: 1. Januar 2022) im Département Pyrénées-Orientales in der südfranzösischen Region Okzitanien. Estagel gehört zum Arrondissement Prades und zum Kanton La Vallée de l’Agly (bis 2015: Kanton Latour-de-France). Die Einwohner werden Ballestrucs genannt.

## Geographie
Bélesta liegt etwa 20 Kilometer westnordwestlich von Perpignan. Umgeben wird Bélesta von den Nachbargemeinden Cassagnes im Norden, Montner im Nordosten, Millas im Osten und Südosten, Néfiach im Südosten, Ille-sur-Têt im Süden, Montalba-le-Château im Westen und Südwesten sowie Caramany im Nordwesten. Das Gemeindegebiet ist Teil des Regionalen Naturparks Corbières-Fenouillèdes.

## Bevölkerungsentwicklung
| Jahr                      | 1962 | 1968 | 1975 | 1982 | 1990 | 1999 | 2006 | 2012 |
| Einwohner                 | 318  | 312  | 262  | 247  | 223  | 215  | 214  | 225  |
| Quelle: Cassini und INSEE |      |      |      |      |      |      |      |      |

## Wirtschaft
Der Weinbau nimmt hier wie in den Nachbargemeinden eine besonders große Rolle ein. Die Gemeinde gehört zu den Weinbaugebieten Côtes du Roussillon-Villages und Rivesaltes.

## Sehenswürdigkeiten
- Kirche Saint-Barthélemy in Bélesta, romanischer Kirchbau
- Ruine der Kirche Saint-Barthélemy in Jonquerolles, vor- oder frühromanische Kirchruine
- Prähistorisches Museum
- Dolmen du Molí del Vent
- Ruine von Llebres
- Château de Caladroy
- Cauna de Bélesta

## Persönlichkeiten
- François Arago (1786–1853), Astronom und Politiker
- Jacques Arago (1790–1854), Schriftsteller

Sehenswürdigkeiten
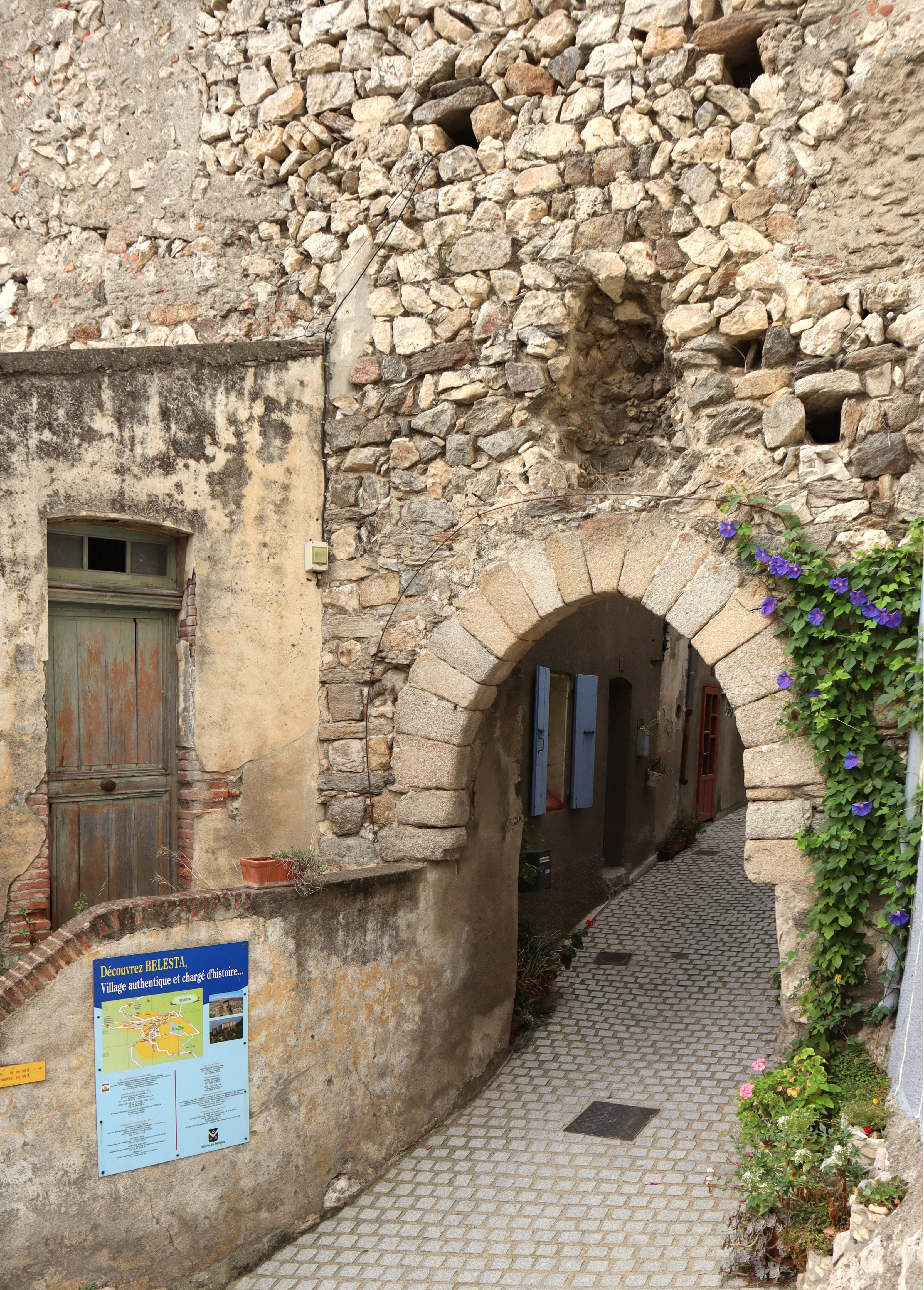
Mittelalterliches Befestigungstor
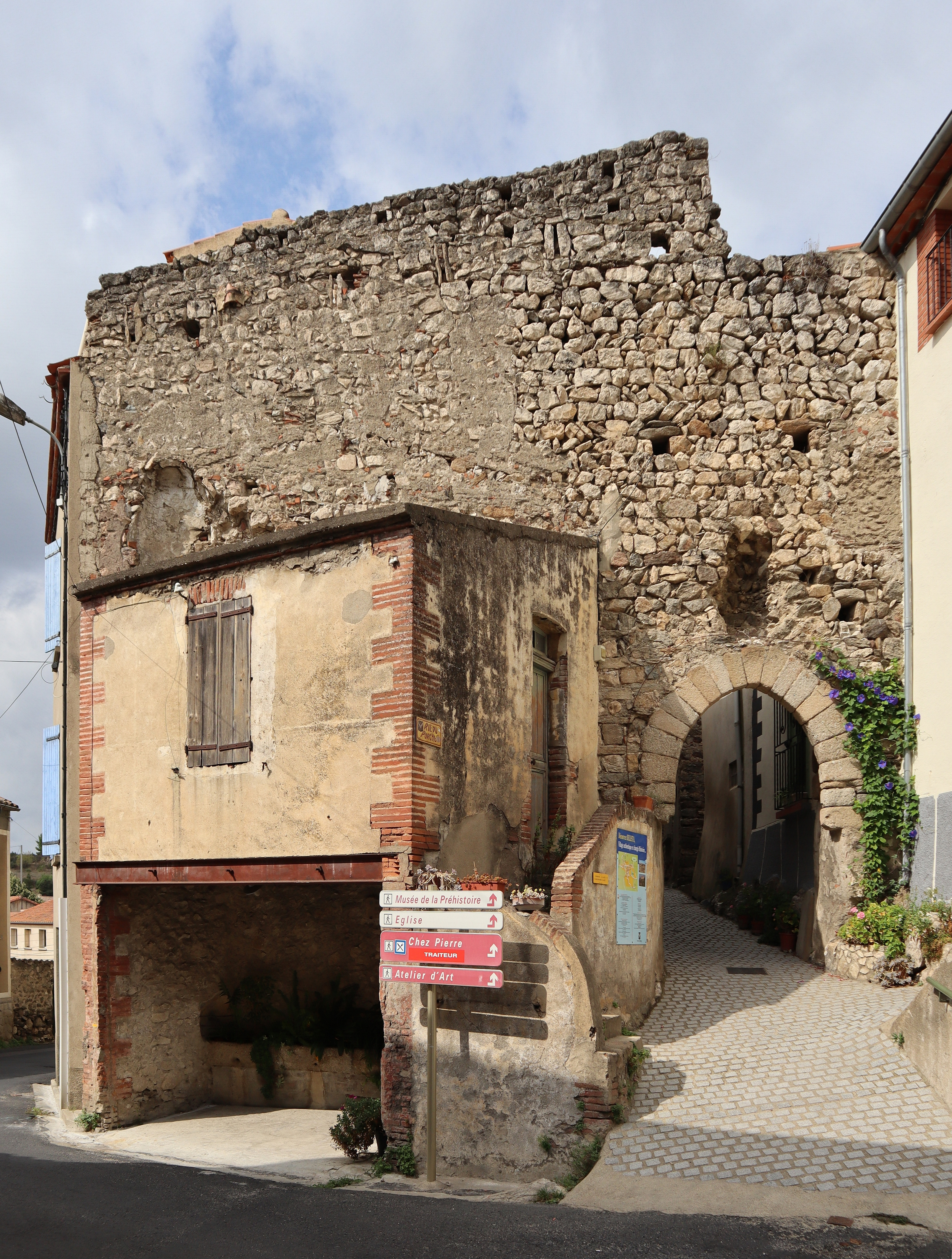
Reste der Befestigungsmauer
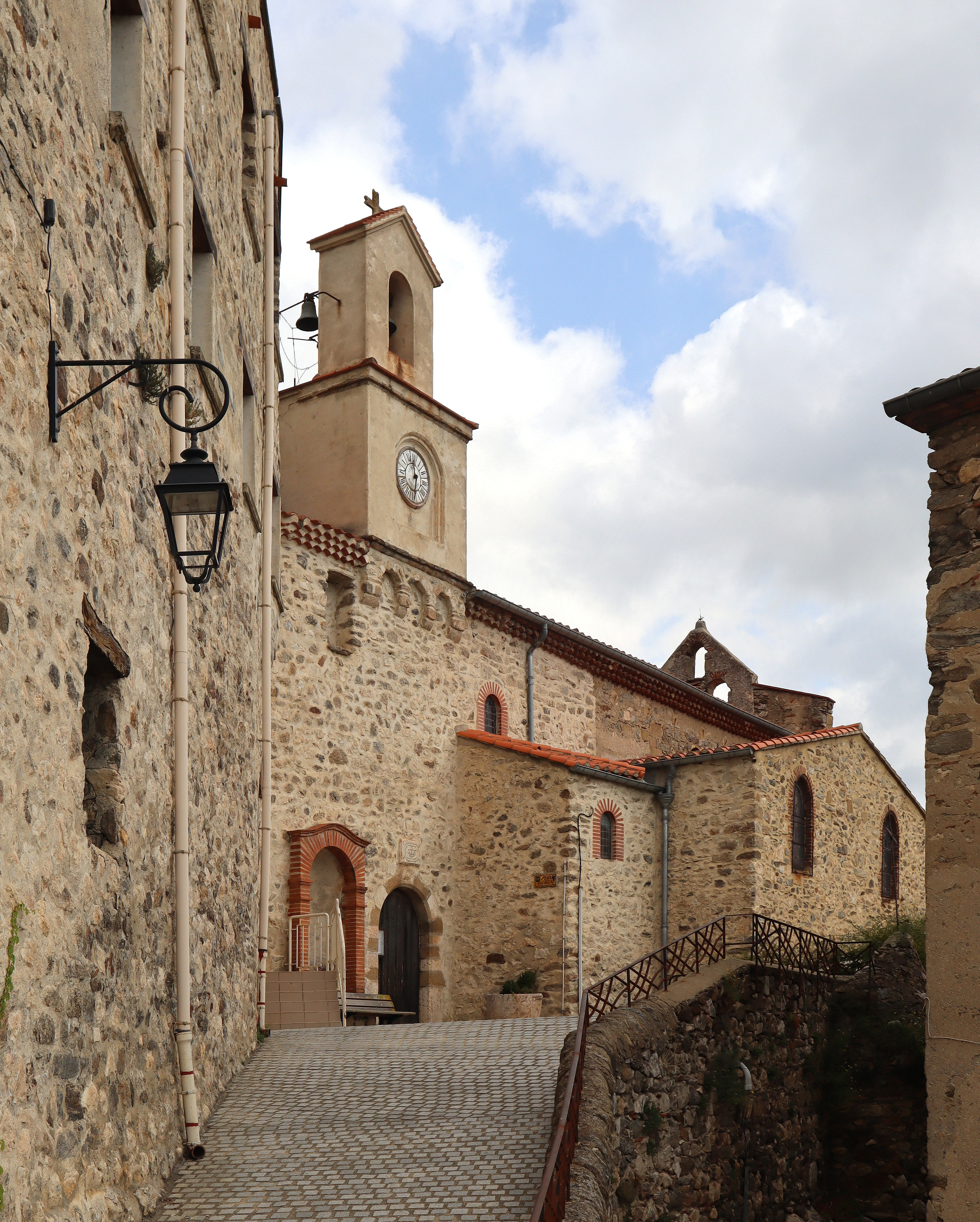
Kirche Saint Barthelemy de Bélesta church (Ansicht W)
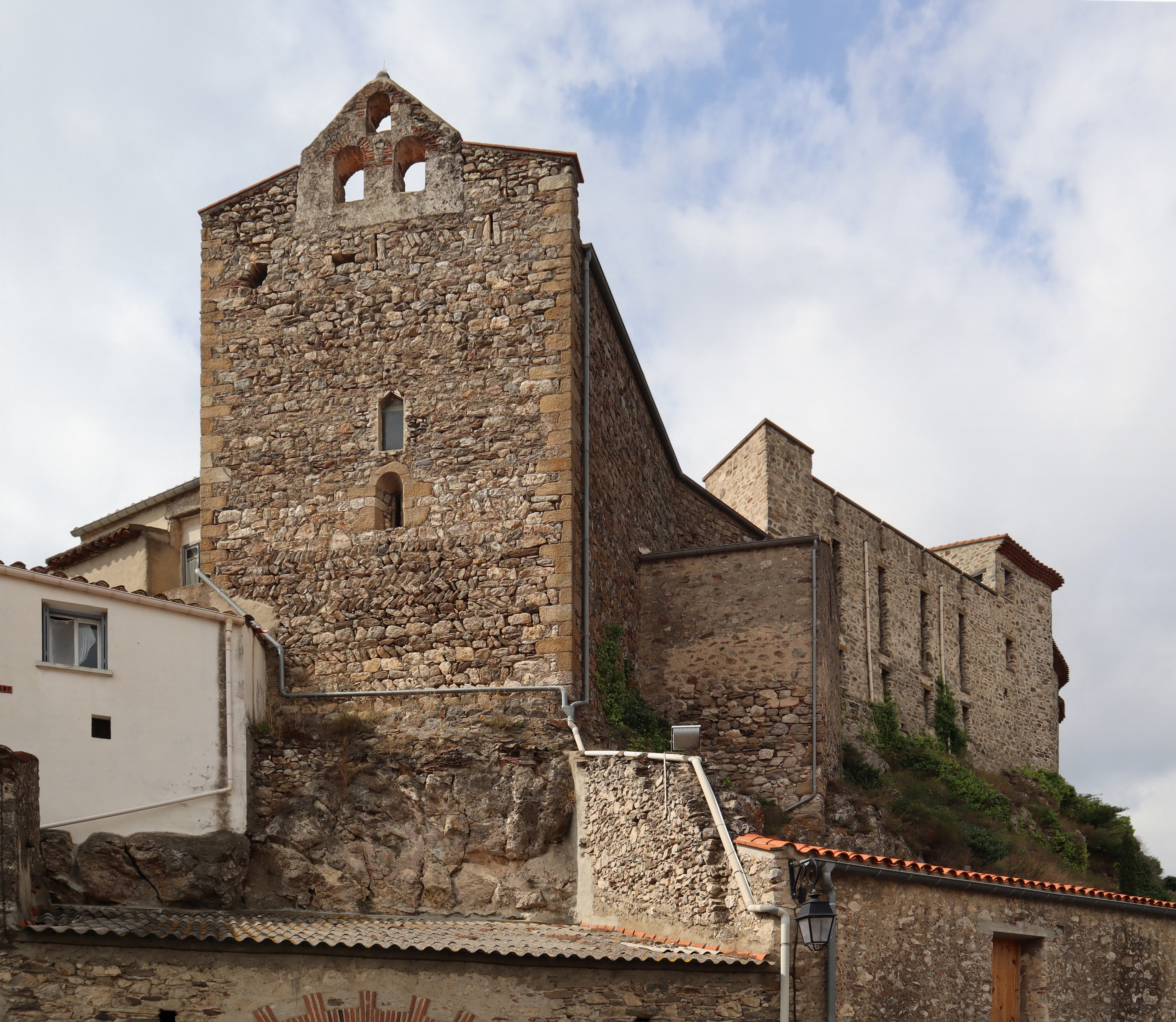
Kirche Saint Barthelemy de Bélesta church (Ansicht NO)
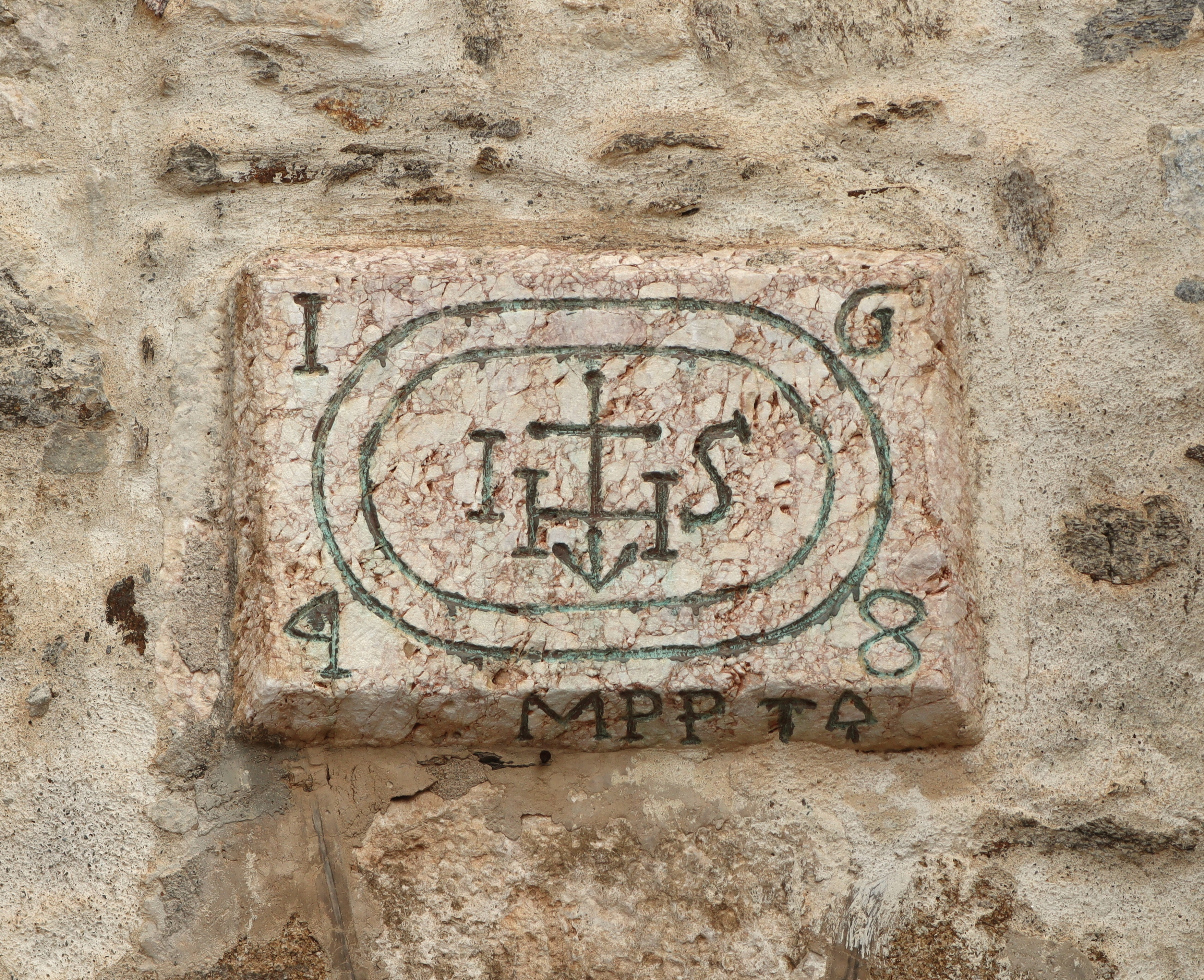
Inschrift 1648 über dem Portal der Kirche Saint-Barthélemy de Bélesta
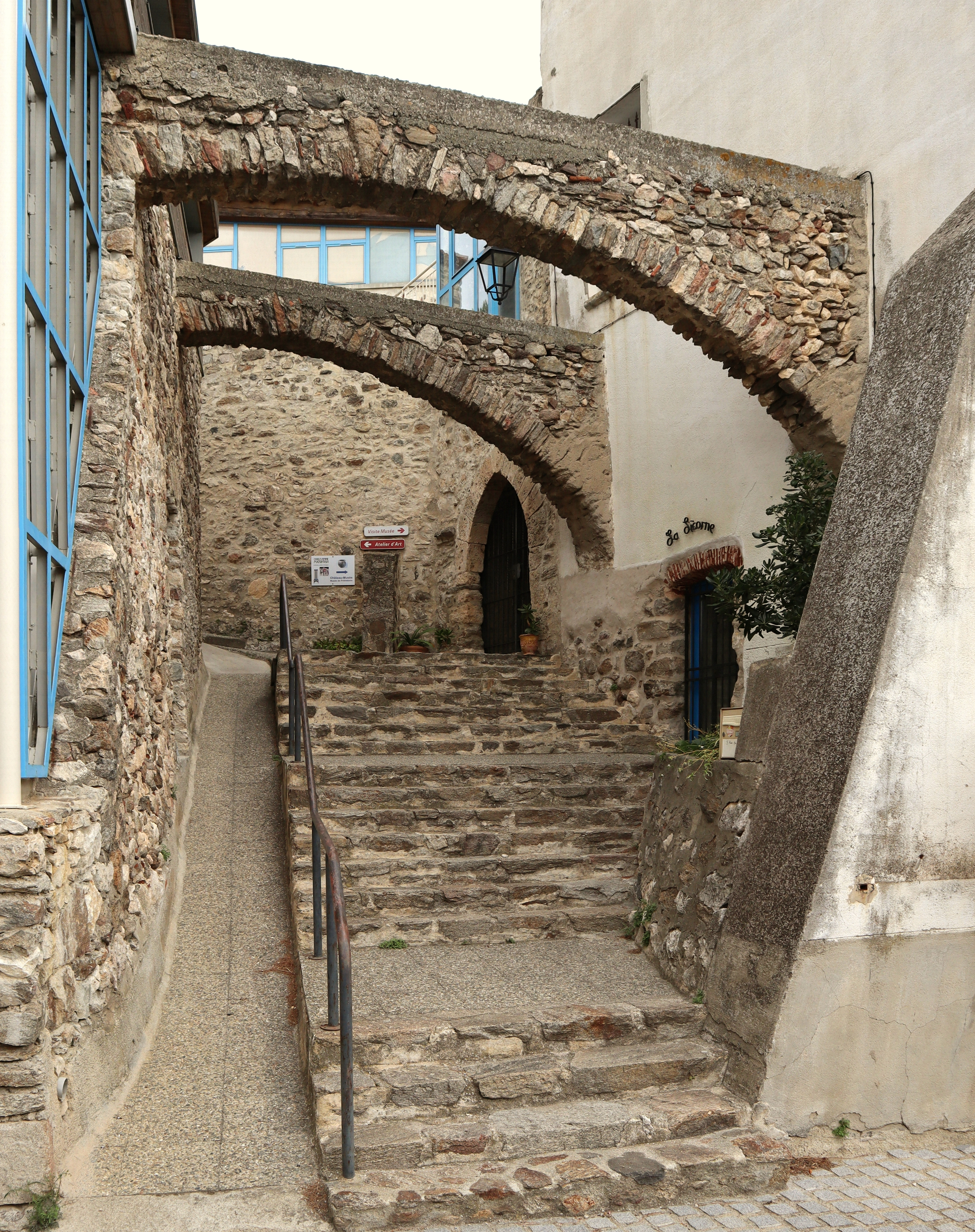
Prähistorisches Museum
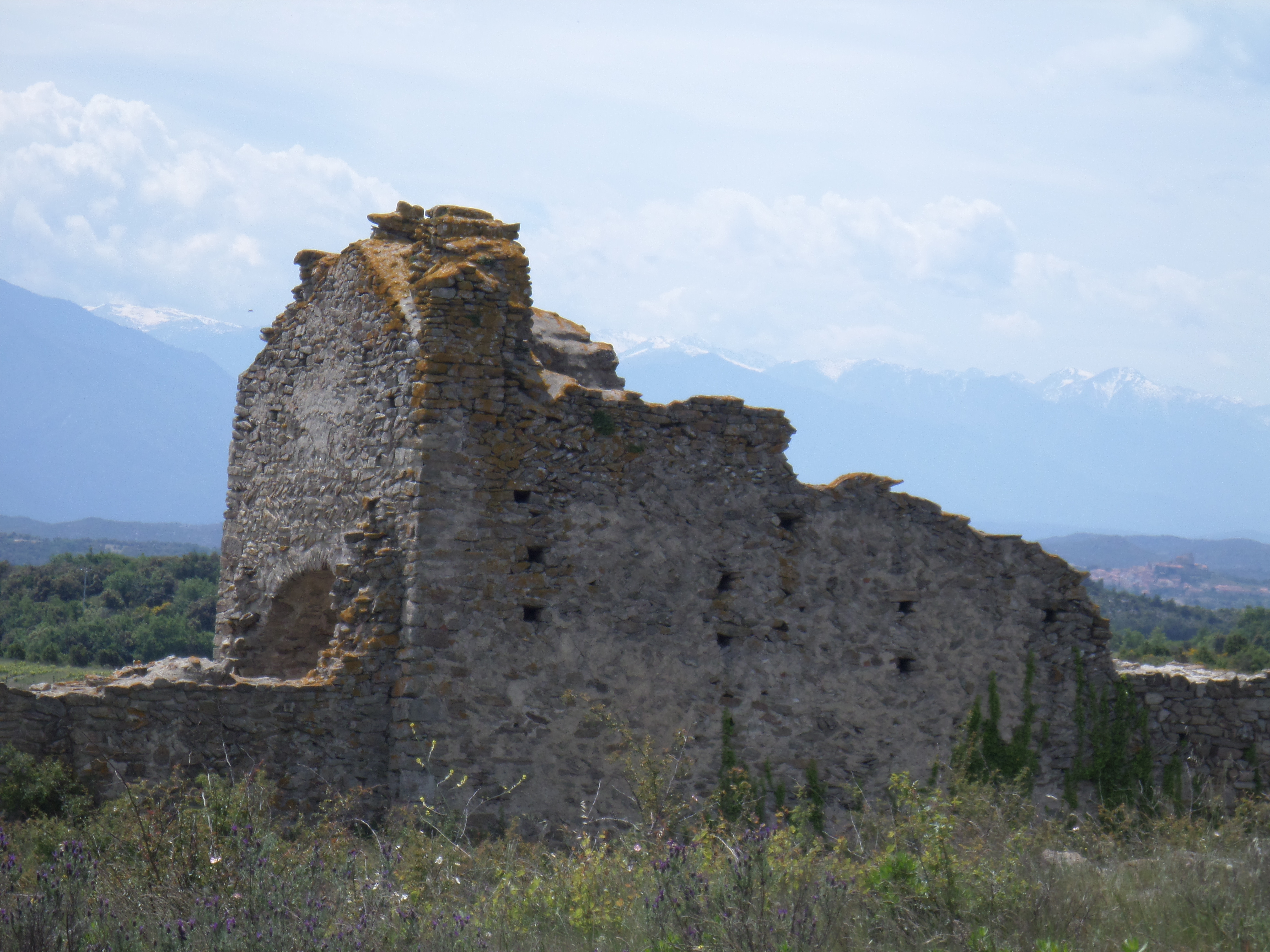
Ruine der Kirche Saint-Barthélemy in Jonquerolles
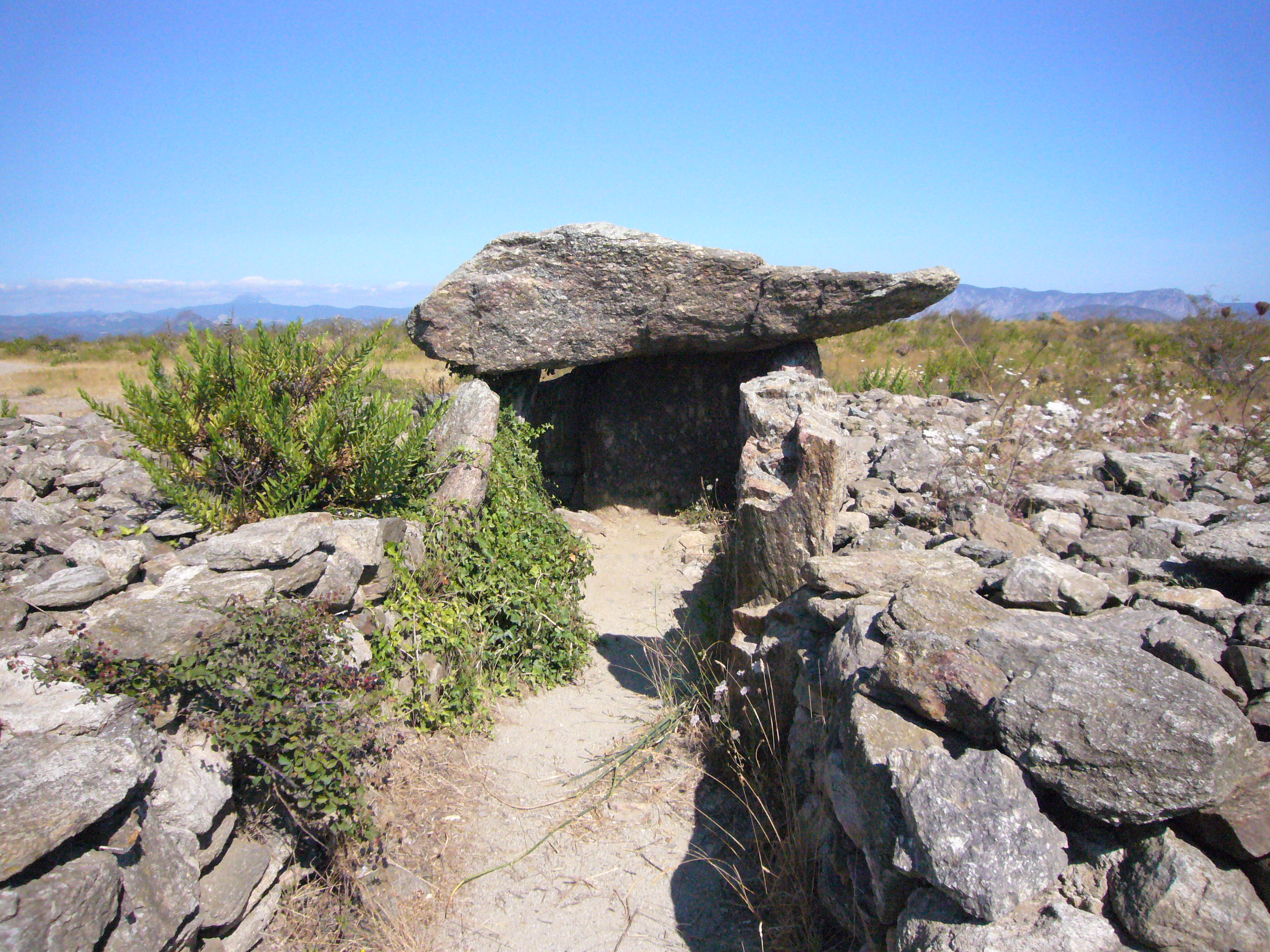
Dolmen du Molí del Vent
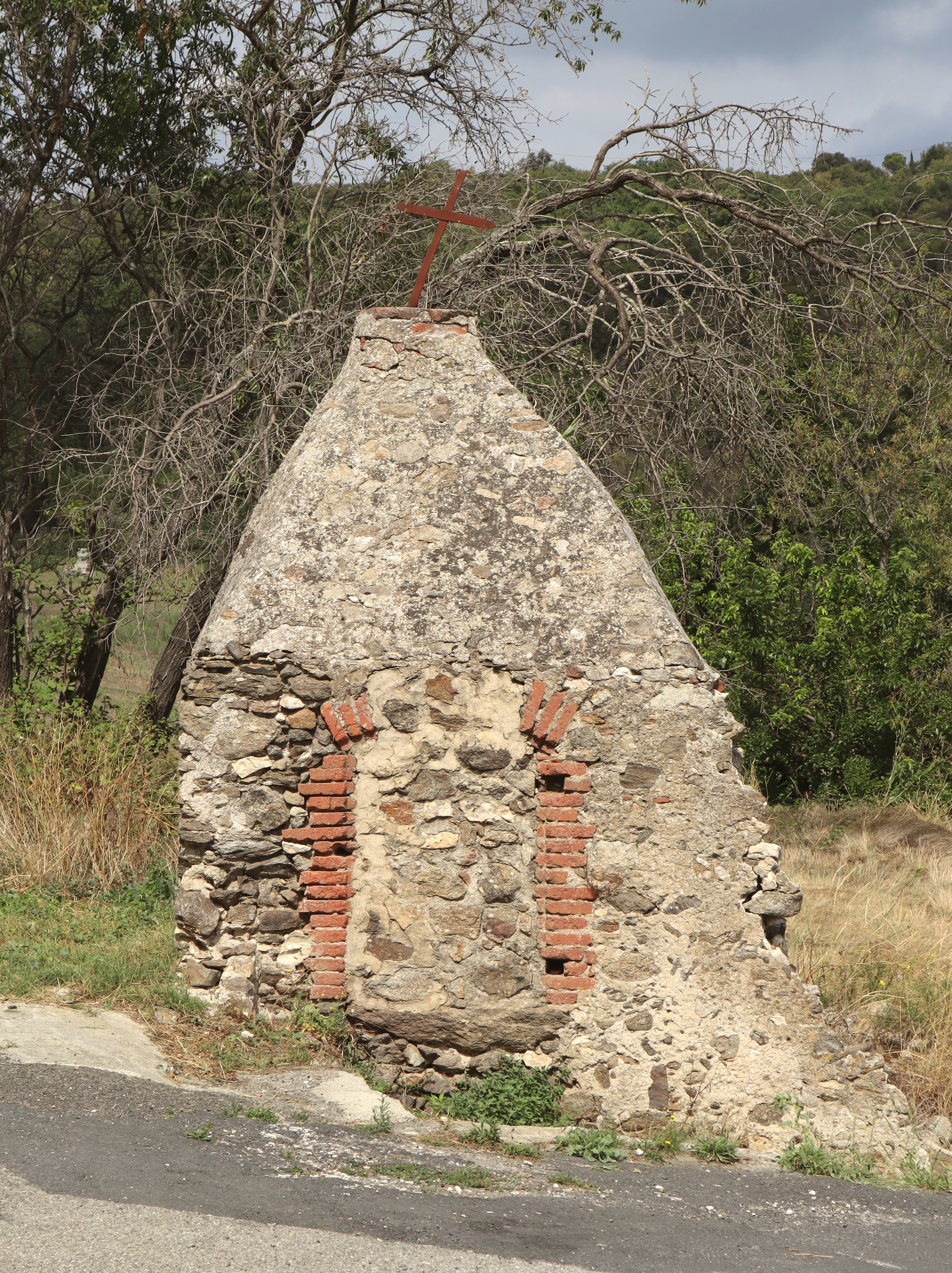
Oratorium
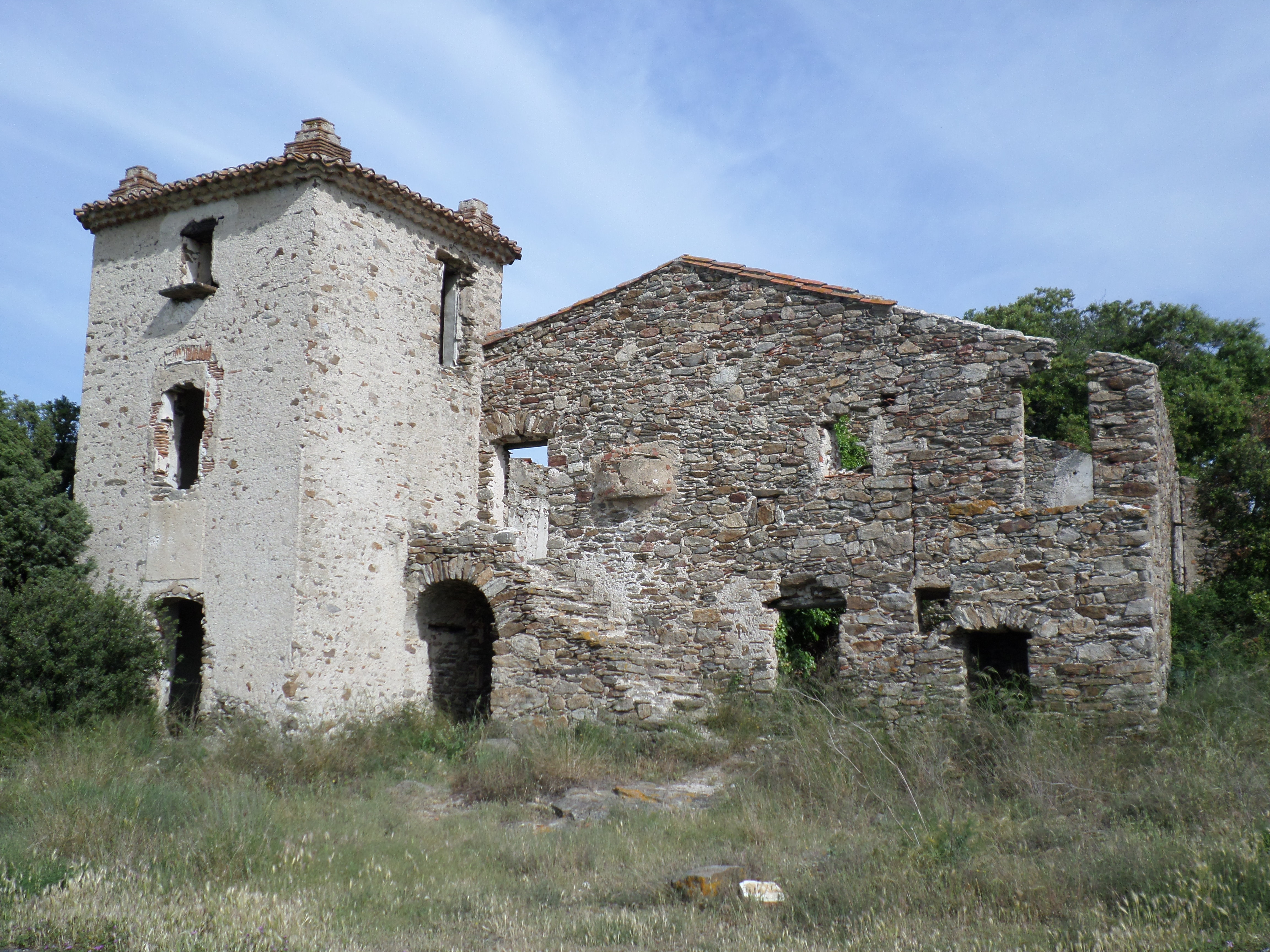
Ruine von Llébrès
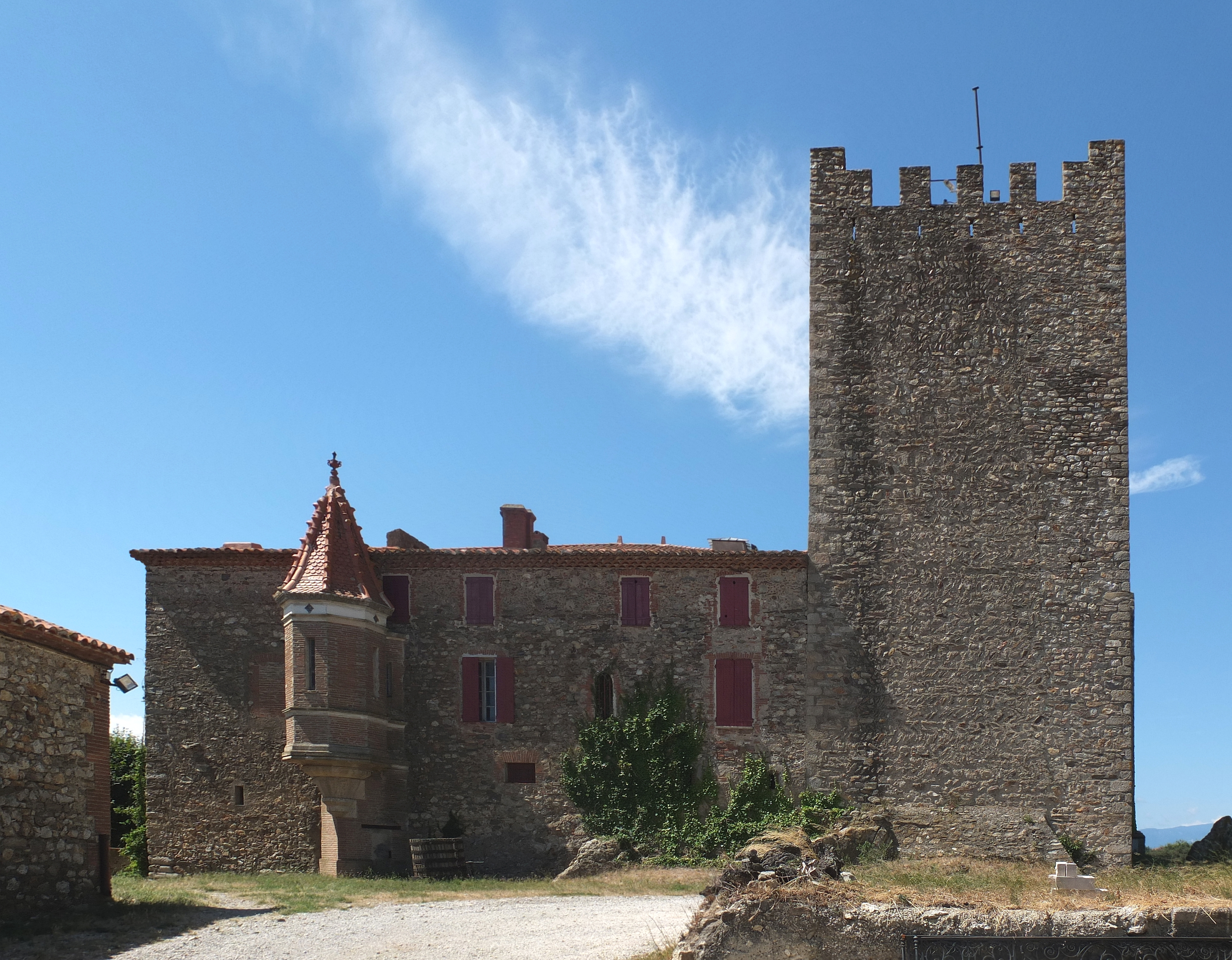
Château de Caladroy
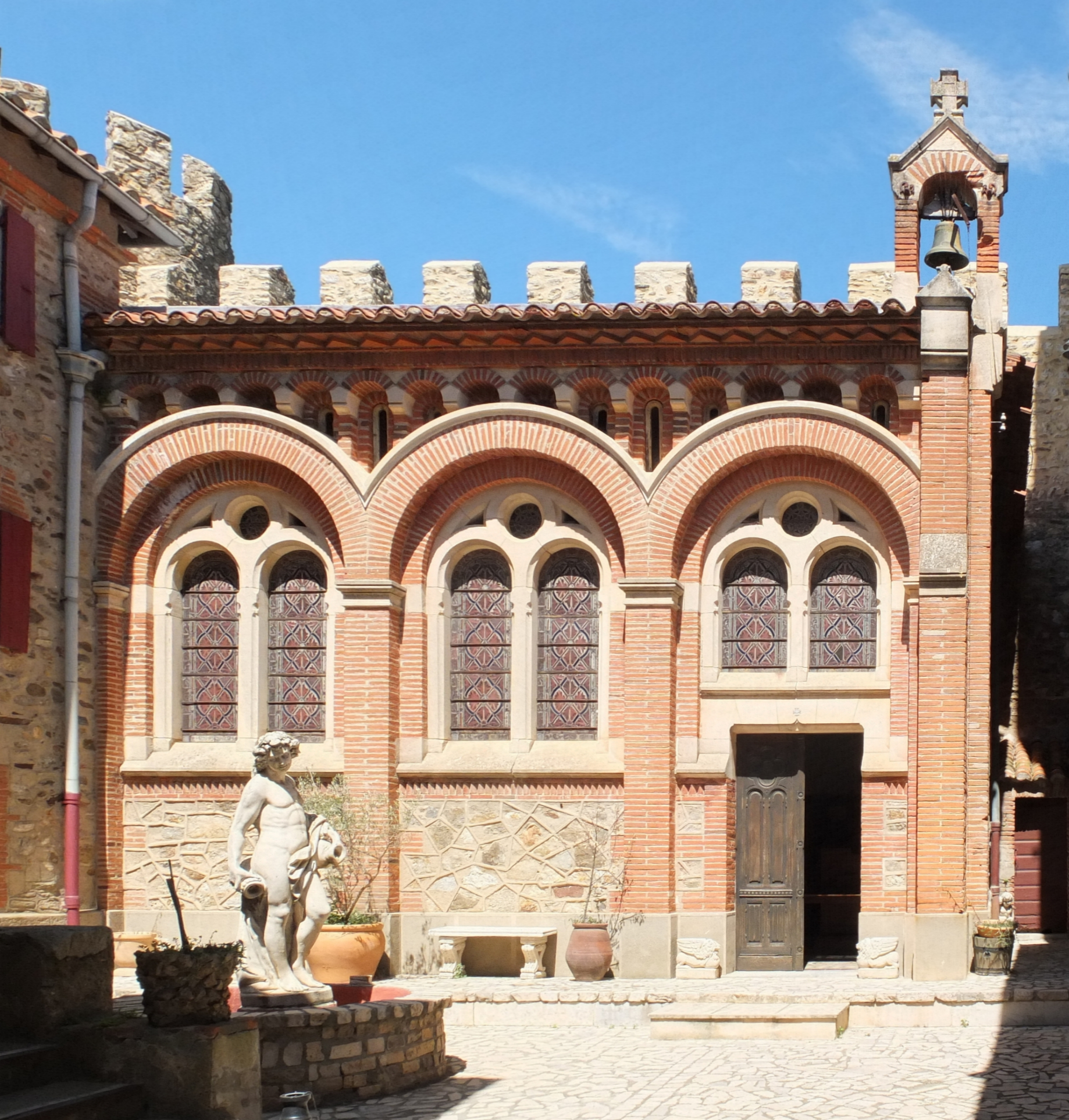
Kapelle Sacré-Cœur de Jésus, Château de Caladroy
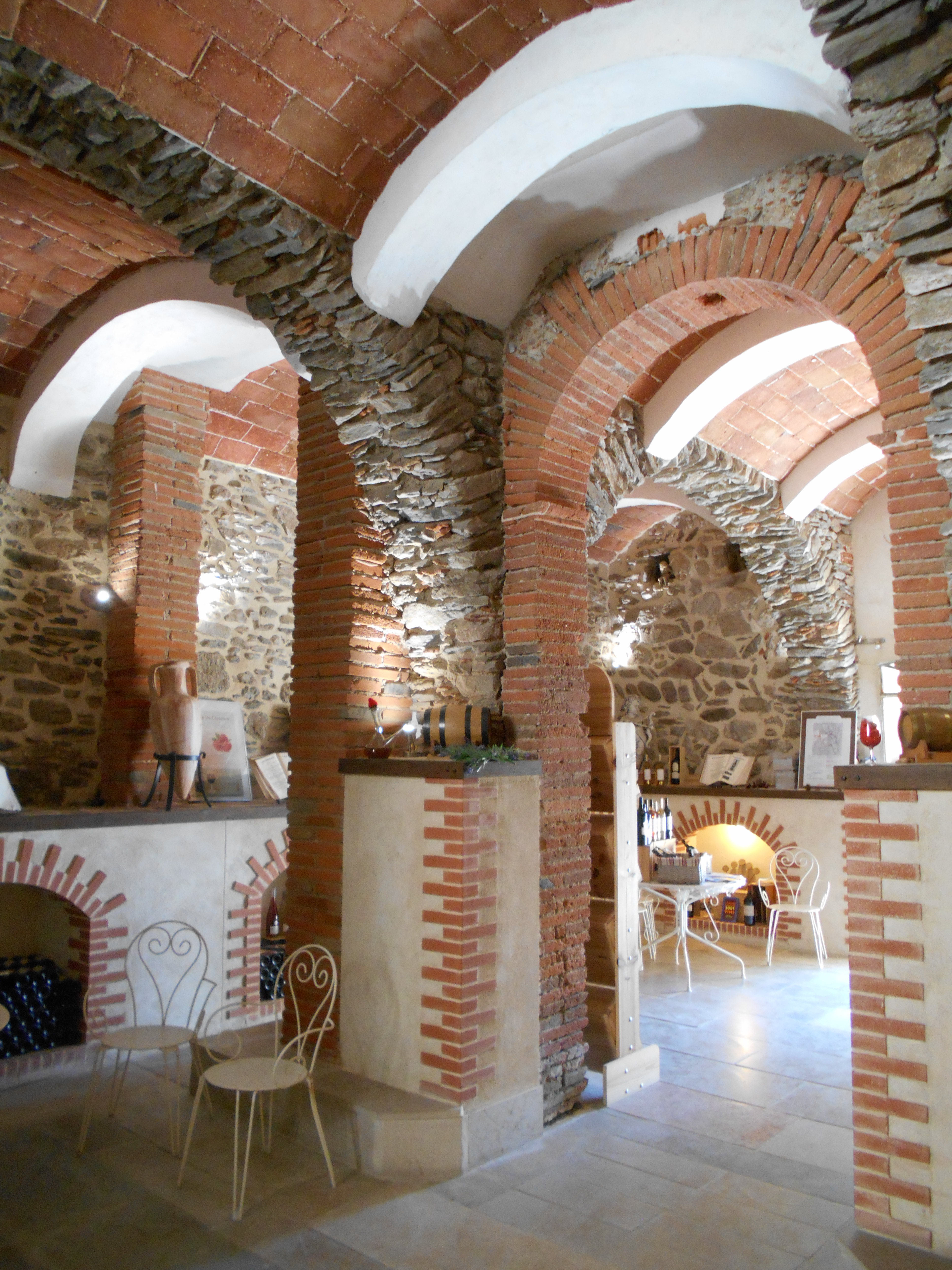
Kapelle Saint-Michel, Château de Caladroy
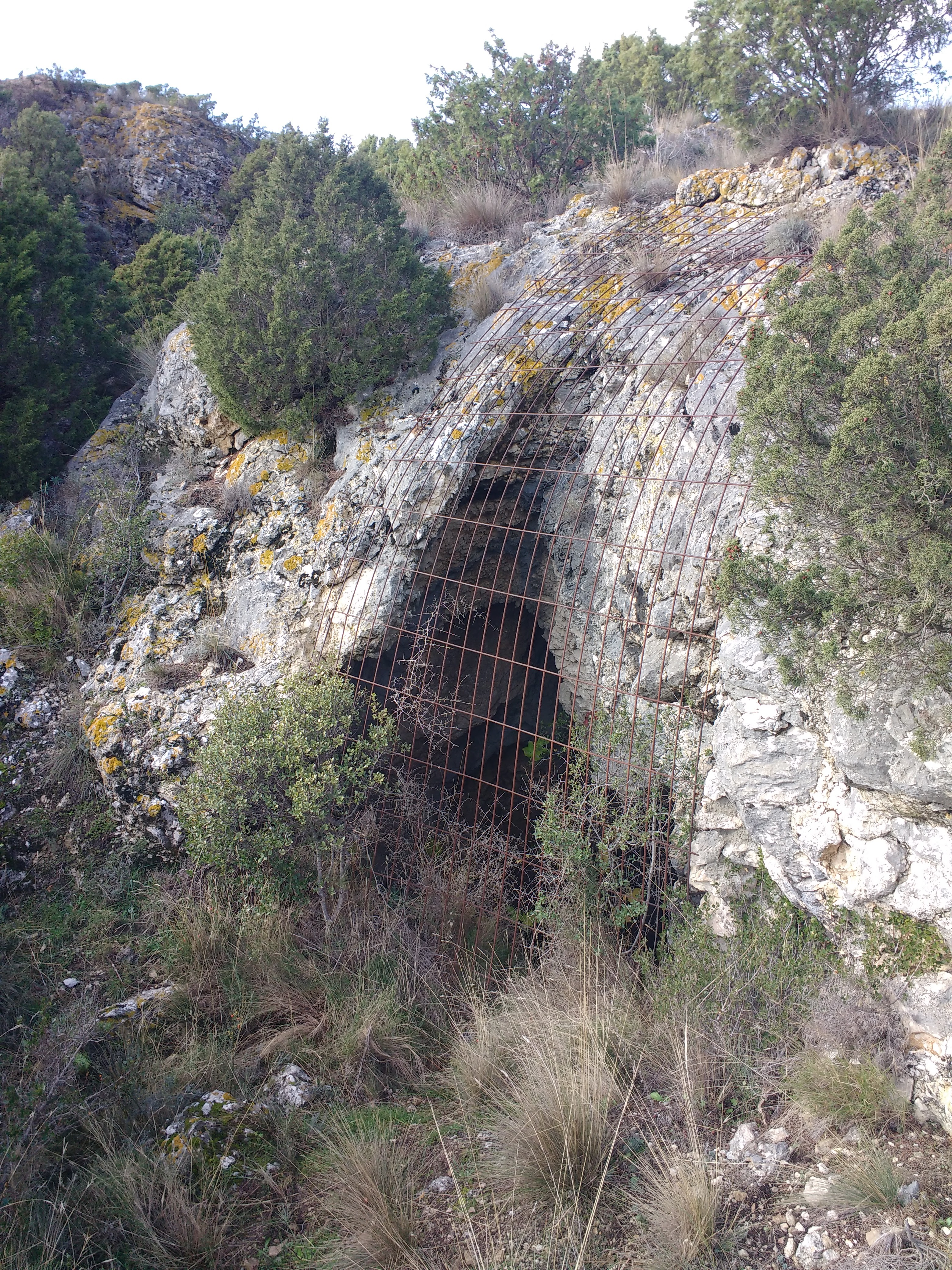
Höhle Cauna de Bélesta